# 田中道雄 (商学者)
田中道雄（たなか みちお、1947年 - ）は、日本の商学者、大阪学院大学教授。

## 略歴
兵庫県生まれ。1970年関西学院大学法学部政治学科卒業。1985年京都産業大学大学院経済学研究科博士課程単位取得。1992年吉備国際大学社会学部助教授、教授、2000年大阪学院大学流通科学部教授。2014年商学部教授、広報部長。2008年から2010年大阪学院大学ホスピタリティ・インダストリー研究所所長。まちづくりデザイン研究所代表、神戸商業を考える会、地域ブランド研究会、中小企業マーケティング研究会、フランス流通研究会の各会長を務める。

## 著書
- 『商店街経営の研究 潮流・変革・展望』中央経済社 1995
- 『中国の都市流通 中国の商店街問題を中心に』税務経理協会 2003
- 『まちづくりの構造 商業からの視角』中央経済社 2006
- 『フランスの流通 流通の歴史・政策とマルシェの経営』中央経済社 2007
- 『文化保存型のまちづくり 什刹海と大柵欄』創成社 2012
- 『中小企業マーケティング』中央経済社 2014

### 共編著
- 『街づくりの新たな視角 多極複合型戦略のすすめ方』浜田恵三共著 中央経済社 流通は変わるシリーズ 1992
- 『商店街の情報化戦略 商店街カード事業のすすめ方』佐々木利広,杉原淳子, 中多英二共著 中央経済社 流通は変わるシリーズ 1993
- 『次世代ショッピング・センター SCマーケティング革命』菅原正博,吉田裕之共編著 中央経済社 次世代MBAシリーズ 2000
- 『中小企業経営の構図』白石善章,佐々木利廣共編著 税務経理協会 2002
- 『現代フランスの流通と社会 流通構造・都市・消費の背景分析』白石善章,栗田真樹共編著 ミネルヴァ書房 Minerva現代経済学叢書 2003
- 『現代日本の流通と社会』白石善章共編著 ミネルヴァ書房 Minerva現代経済学叢書 2004
- 『現代中国の流通と社会』鄭杭生,栗田真樹,李強共編著 ミネルヴァ書房 Minerva現代経済学叢書 2005
- 『現代の流通と政策』田村公一共編著 中央経済社 2006
- 『現代のマーケティング』田村公一共編著 日野隆生, 稲田賢次,清水真, 名渕浩史,深堀謙二, 濱田恵三著 中央経済社 2007
- 『文化としての流通』李為, 白石善章共編著 同文舘出版 2007
- 『中小企業の実践マネジメント 伸びる会社はココが違う!』投石満雄,星加ルリコ,名渕浩史共著 中央経済社 2010
- 『フランスの流通・都市・文化 グローバル化する流通事情』白石善章,相原修,河野三郎共編著 佐々木保幸ほか著 中央経済社 2010
- 『地域ブランド論』白石善章,濱田恵三共編著 同文舘出版 2012
- 『フランスの流通・政策・企業活動 流通変容の構図』白石善章,相原修,三浦敏共編著 中央経済社 2015
- 『中小企業マーケティングの構図』白石善章,南方建明,廣田章光共編著 同文舘出版 2016

### 翻訳
- W.フリッツ, B.ローレンツ, U.ハウザー『ディスカウント化する社会 ドイツの小売事情から読み解く』三浦信,市川貢,中野智世共訳 同文舘出版 2010